# Верх-Черга
Верх-Черга (алт. Jаан Чаргы) — село в Шебалинском муниципальном районе Республики Алтай России, входит в состав Малочергинского сельского поселения.

## История
Основано в 1626 г.

## География
Расположено в горно-степной зоне северо-западной части Республики Алтай и находится по берегам рек Верхняя Черга и её притока Усумесс. Село окружают Чергинский хребет и Семинский. В четырёх километрах к западу гора Кууташ высотой 1622 метра. Абсолютная высота центральной части села — 975 метров выше уровня моря.
Уличная сеть состоит из 4 географических объектов: ул. Молодежная, ул. Нагорная, ул. Центральная, ул. Школьная

## Население
| 2010 | 2011 | 2012 | 2013 | 2014 | 2015 |
| ---- | ---- | ---- | ---- | ---- | ---- |
| 218  | →218 | ↘214 | ↘206 | ↘204 | →204 |
| 2016 |      |      |      |      |      |
| ↗211 |      |      |      |      |      |

## Инфраструктура
экономика
Животноводство, сельское хозяйство.

## Транспорт
Завершение автодороги регионального значения «Дъектиек — Арбайта — Верх-Черга» (идентификационный номер 84К-121)